# That Was Just Your Life
«That Was Just Your Life» es la primera canción incluida en el álbum de estudio titulado Death Magnetic del grupo musical estadounidense de thrash metal Metallica.
Esta canción tiene el clásico sonido thrash metal que el grupo tenía en sus primeros años, primero inicia lento con unos acordes hechos por James Hetfield y después pasa a tener riffs rápidos y duros, luego se presenta el solo de guitarra distorsionado con efecto wah-wah de Kirk Hammett y termina con un poderoso final.

## Letra
La canción habla de una persona, que probablemente está en estado de coma o en su lecho de muerte y habla de como se siente esa persona por la condición en la que está, se describe la sensación y la desesperación de la persona que se está muriendo y también de como al final comienza a aceptar su destino.

## Créditos
- James Hetfield: Voz y guitarra rítmica.
- Kirk Hammett: Guitarra líder.
- Robert Trujillo: Bajo eléctrico.
- Lars Ulrich: Batería y percusión.